# Chuột chù Hildegarde
Chuột chù Hildegarde, tên khoa học Crocidura hildegardeae, là một loài động vật có vú trong họ Chuột chù, bộ Soricomorpha. Loài này được Thomas mô tả năm 1904. Chúng được tìm thấy ở Burundi, Cameroon, Cộng hòa Trung Phi, Cộng hòa Congo, Cộng hòa Dân chủ Congo, Ethiopia, Kenya, Rwanda và Tanzania.